# رپیدماینر

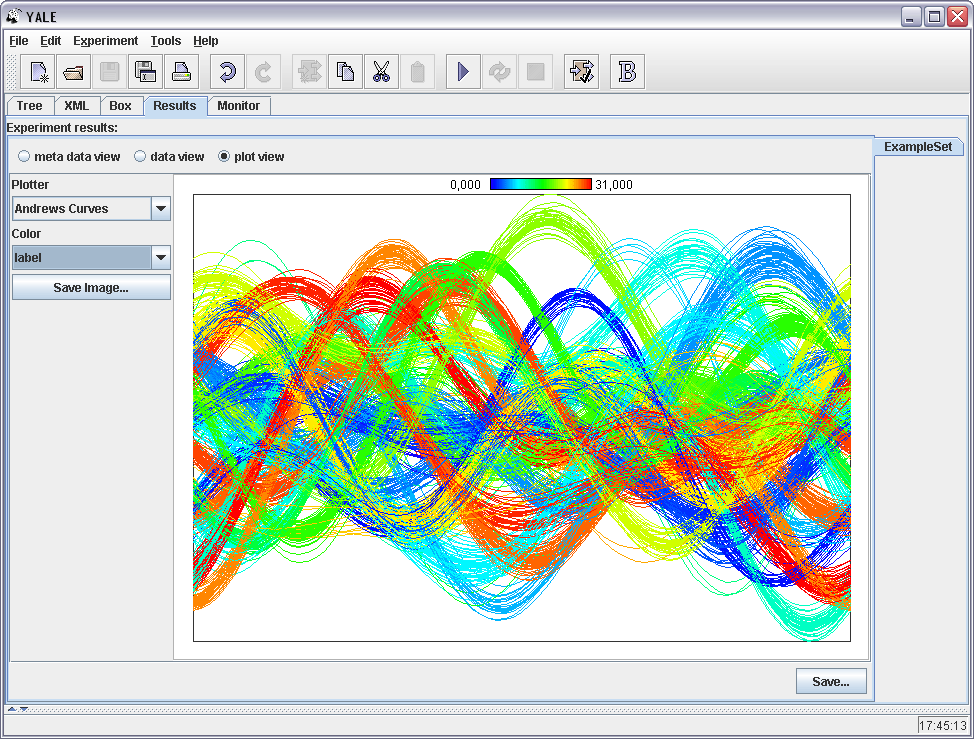
نرم افزار رپیدماینر

رپیدماینر (به انگلیسی: RapidMiner) یک نرم‌افزار علم داده است که توسط شرکتی به همین نام ساخته شده‌است. رپیدماینر محیطی یکپارچه و با اینترفیس گرافیکی دارد که امکان آماده‌سازی داده، یادگیری ماشین، یادگیری عمیق، متن‌کاوی، تجزیه و تحلیل و پیش‌بینی را فراهم می‌کند. این نرم‌افزار که با جاوا توسعه یافته است، برای کاربردهای تجاری و هم‌چنین برای تحقیق و آموزش کاربرد دارد. این نرم‌افزار ابتدا در سال ٢٠٠١ توسط چند پژوهش‌گر در دانشگاه فنی دورتموند ساخته شد.